# 贝尔西桥

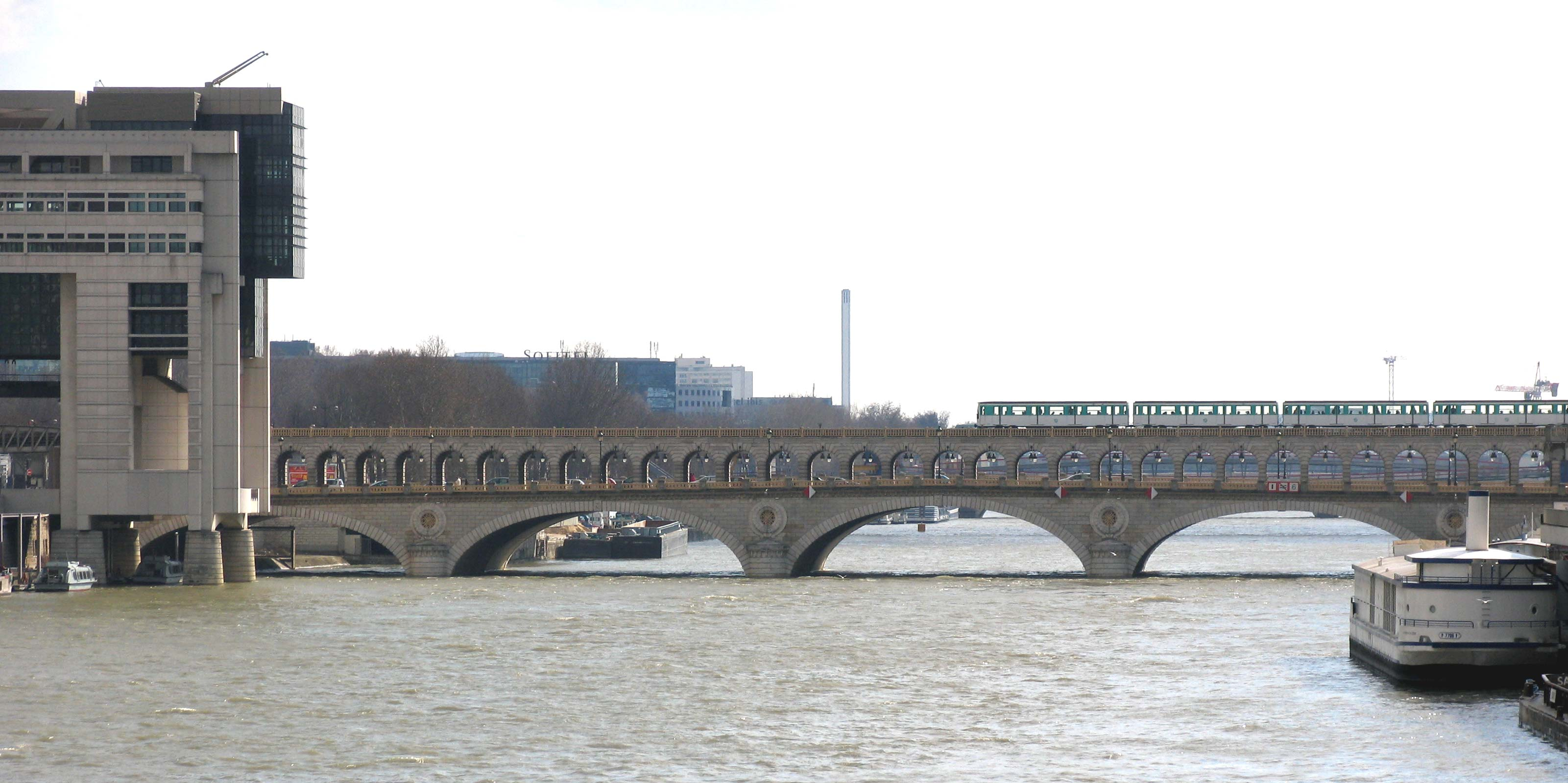
贝尔西桥

贝尔西桥（法語：Pont de Bercy）是位於法國巴黎塞納河上的一座橋樑。這座橋樑是一座鐵路公路兩用橋，巴黎地鐵6號線途徑這座橋樑。贝尔西桥修建於1863年至1864年期間。在之前這裡曾有一座吊橋。1904年，為使巴黎地鐵六號線得以通行，對橋寬進行了擴張。